# Гарвардская школа экономики
Гарвардская школа экономической теории  — научное направление, сформировавшееся в Гарвардском университете; представляет собой своеобразный симбиоз идей институционализма и неоклассики с особым упором на изучение природы экономического цикла и прогнозирования развития хозяйства с использованием статистических методов.

## История
Формирование научной школы в Гарварде было подготовлено трудами «ранних» университетских преподавателей (англ. Early Harvard Economics) — Фрэнка Тауссига, Чарльза Фрэнклина Данбара (1830—1900), Томаса Никсона Карвера (1865—1961) и др.
Основателем школы является Уэсли Клэр Митчелл, создатель т. н. «гарвардского барометра», служившего для предсказания экономической конъюнктуры. Его ближайшими сподвижниками (The Harvard Barometer Group) являлись Чарльз Джесси Баллок (1869—1941) и Уоррен Милтон Персонс (1878—1937).
Новый этап развития школы связан с исследованием причин Великой депрессии и методов выхода из кризиса. Поколение депрессии (англ. The Depression Generation) включает Й. Шумпетера, Э. Хансена, В. Леонтьева, Э. Чемберлина, П. Самуэльсона, Дж. К. Гэлбрейта, Ричарда М. Гудвина (1913—1997).
Дальнейшее развитие школы представляют такие экономисты как С. Кузнец, К. Эрроу, Р. Дорфман, А. Гершенкрон, Х. Хаутаккер, Я. Корнаи.

## Теория
В рамках гарвардской школы экономической науки была разработана парадигма «структура — поведение — результат». В основу парадигмы заложено представление о том, что результат функционирования отрасли зависит от поведения продавцов и покупателей, которое, в свою очередь, определяется структурой отрасли. Структура отрасли зависит от условий функционирования: технологий, спроса и т. д. В теории подходу гарвардской школы противопоставлялся подход чикагской школы.

### Основные положения
- Рынок несовершенен, и для того чтобы скорректировать его изъяны, требуется государственное вмешательство.
- Вмешательство государства может оказывать положительное влияние в самых разных областях: от регулирования частного предпринимательства до владения предприятиями.
- Производство ориентировано на выгоду потребителей, а значит горизонтальные слияния, которые приводят к увеличению цен вне зависимости от повышения производительности, должны быть запрещены[1].